# Kříž Na Hraničkách
Kříž Na Hraničkách na území obce Kamenný Újezd u hranic s obcemi Včelná a Plav je pamětní kříž z roku 1845 vystavěný na památku zázračného nalezení ukradené monstrance a hostie z téhož roku.

## Historie
V noci z 5. na 6. května 1845 došlo ke vloupání do kostela v Černici u Zlaté Koruny. Lupiči vypáčili dvířka svatostánku, vysypali hostie na oltář a odnesli poškozené ciborium a monstranci s hostií.
O dva týdny později, 20. května, pásl pasáček Václav Kroneisl nad Včelnou dobytek. Dle pamětního spisu se nález odehrál takto:
„ K večeru chlapec zpozoroval, že se jalovička z řetězu nepozorovaně vyvlékla a zmizela v blízkém lese. Chlapec začal ji úzkostlivě hledati a povolal pasačku Neubauerovou na pomoc. V tom uslyšeli z houštiny při plavské cestě žalostné bučení. Musili se plaziti houštím při zemi, než se k dobytčeti dostali. Tu se jim naskytl překvapující obraz. Dobytče, které vyhrabalo z nakupeného mechu cosi lesklého, klečelo na předních nohách, žalostně bučelo a potom znovu klekalo, aniž by se dalo šviháním pasáčkovým přinutiti, aby hned odešlo. — Když chlapec zahnal dobytek domů, vypravoval tuto neobyčejnou příhodu svému strýci. Ten se vydal ještě večer s chlapcem do lesa a našel na tom místě monstranci, vyhrabanou z mechu. Odnesl ji domů a postavil ji na stůl. Druhého dne, asi v 5 hodin ráno, šel znovu do lesa a tam našel blízko včerejšího místa Sv. Hostii, spočívající na houbě. Přinesl Ji domů a poslal Ji spolu s monstrancí ještě dopoledne po svém synovci do Boršova velebnému pánovi.“
Vzhledem k podivuhodným okolnostem nálezu dostali místní svolení vystavět na místě pamětní kříž.
Na hluboké podezdívce byl zasazen kovový kříž s tabulkou, nesoucí český a německý nápis. Ze dvou stran kříže byly pokáceny překážející stromky a zřízeny dvě cesty a u kříže byla postavena tři klekátka.
Český nápis zněl:
„»Laskavý čtenáři. Toto mjsto swaté gest! Zde dne 21. května 1845 nalezena byla neyswětegšj Swatost oltářnj z Černického chrámu Páně 5. května swatokradežnj rukau odcizená. Naučenj: Neodcházeg odtud, dokud se za obrácenj onoho swatokrádžnjka a všech hřjšnjku nepomodljš; a umiň sobě: Bohu milau zachovati newinnost, kdykoli na swatem mjstě stogiš. F. L. J. D. M. H. i (d) est: Ferdinand Leopold. Isidor Dittrich. Michael Holba.«“
Německý nápis zněl v překladu: „»Tento kříž byl posvěcen s povolením Konsistoře dne 10. srpna od dp. faráře kamennoújezdského P. Ferdinanda Leopolda, na památku šťastného nálezu monstrance s Nejsvětějším, uloupené z far. kostela černického. K větší slávě Boží.«“
Kříž byl slavnostně vysvěcen 10. srpna 1845.

## Památka
Ke stému výročí události sepsal P. Tomáš Koupal pamětní spisek, kde celou událost popsal a sebral svědectví potomků dětí, které monstranci nalezly.
Kříž byl obnoven v roce 1995 ke 150. výročí. V roce 2025 ke 180. výročí pořádala místně příslušná farnost setkání u kříže.